# 오타비아노역
오타비아노역(이탈리아어: Ottaviano)은 로마 지하철 A선의 역 중 하나이다.
이 역은 프라티의 오타비아노 가 (via Ottaviano), 바를레타 가 (via Barletta), 줄리오 체사레 대로 (viale Giulio Cesare)의 교차점에 위치해 있다.
2006년부터 이 역은 C선 공사 준비로 발굴 현장이 되었다. A선과 C선을 이어주는 환승역이 될 예정이다.

## 시설
오타비아노 역에는 다음과 같은 시설이 있다.
- 매표소
- 역 감시카메라 (CCTV)

## 역 근처
- 바티칸 시국
  - 산 피에트로 대성당
  - 산 피에트로 광장
- 델라 콘칠리아치오네 가
- 리소르지멘토 광장 (Piazza del Risorgimento)
- 보르고
- 프라티
  - 퀴리티 광장 (Piazza dei Quiriti)
- 줄리오 체사레 극장 (Teatro Giulio Cesare)
- 칸디아 가 (Via Candia)